# Novo Millennium (álbum de Ivete Sangalo)
Novo Millennium é a terceira coletânea da artista musical brasileira Ivete Sangalo, lançada em 2005 pela Universal Music. A coletânea Novo Millennium é uma reedição da série de coletâneas musicais brasileira chamada Millennium, que foi uma coleção de álbuns em CD lançada pela PolyGram, que compilava 20 sucessos de diversos grupos musicais.
O álbum conta com diversas músicas da carreira de Ivete, tanto na Banda Eva quanto na sua carreira solo. Entre os sucessos da Banda Eva, estão "Carro Velho", "De Ladinho", "Beleza Rara" e "Vem, Meu Amor". Já entre os sucessos solo, estão canções como "Canibal", "Se Eu Não Te Amasse Tanto Assim", "Festa", "Sorte Grande", entre outros.
O álbum também conta com as participações especiais de Brian McKnight, Jorge Aragão e Jorge Ben Jor. A coletânea fez um sucesso absoluto em Portugal, ficando 16 semanas na parada de álbuns do país e alcançando a posição de número 7.

## Antecedentes
Em 1998, a gravadora Mercury Records, juntamente com a PolyGram, começou a lançar uma série de álbuns de coletânea. Os álbuns possuíam uma arte gráfica padronizada em preto e branco com detalhes em azul, tinham como mote "20 músicas do século XX" e compilavam, consequentemente, 20 sucessos de diversos grupos musicais nacionais. Em 2005, a série de coletâneas foi reeditada, com o nome Novo Millennium e com uma foto colorida do artista, e Ivete Sangalo foi uma das artistas a ter sua própria compilação.[carece de fontes?]

## Sobre a coletânea
Novo Millennium é a terceira coletânea da carreira de Ivete, que já tinha lançado no mesmo ano A Arte de Ivete Sangalo (2005) e anteriormente a coletânea de baladas, Se Eu Não Te Amasse Tanto Assim (2002). A capa do álbum traz uma foto de Ivete tirada para o encarte do seu quarto álbum de estúdio, Clube Carnavalesco Inocentes em Progresso (2003). O repertório é bastante diverso, contando com músicas da época em que Ivete era vocalista da Banda Eva, como as faixas "De Ladinho", "Carro Velho", "Beleza Rara", "Coleção" e "Vem, Meu Amor", até as músicas de sua carreira solo, além de parcerias com outros artistas.
Do primeiro álbum, o Ivete Sangalo (1999), todos os singles oficiais foram incluídos, "Canibal", "Tá Tudo Bem" e "Se Eu Não Te Amasse Tanto Assim". Já do segundo álbum, Beat Beleza (2000), os três singles oficias também entraram, "Pererê", "A Lua Q Eu T Dei" e "Bug, Bug, Bye, Bye". Do terceiro álbum, Festa (2001), os singles "Festa", "Penso" e "Back at One" entraram, mas a canção "Astral" não entrou. Entretanto, o não-single "Narizinho" (trilha do seriado Sítio do Picapau Amarelo) entrou na compilação.
Já do seu quarto álbum, Clube Carnavalesco Inocentes em Progresso (2002), os singles oficiais "Sorte Grande" e "Somente Eu e Você" entraram no álbum. Já do seu primeiro álbum ao vivo, MTV ao Vivo (2004), apenas o primeiro single "Flor do Reggae" foi incluído na compilação. De resto, o álbum também incluiu as participações que Ivete fez com Jorge Ben Jor (em "Por Causa de Você Menina") e Jorge Aragão (em "Loucuras de uma Paixão").

## Desempenho nas paradas
Novo Millennium foi um sucesso em Portugal, estreando na posição de número 22, no dia 27 de junho de 2005, no Portugal Albums Top 30. Depois de cair e sair das paradas por algumas semanas, o álbum voltou na posição de número 26, no dia 5 de setembro de 2005. Na semana seguinte, o álbum deu uma enorme subida para a posição de número 8, sendo o "maior ganhador" da semana. No dia 19 de setembro de 2005, o álbum ainda deu uma subida para a posição de número 7, se tornando seu pico.

## Faixas
| N.º | Título                                         | Compositor(es)                          | Álbum                                                     | Duração |  |
| 1.  | "Flor do Reggae (ao vivo)"                     | Fabinho O'Brian / Gigi / Ivete Sangalo  | do álbum MTV ao Vivo (2004)                               | 4:21    |  |
| 2.  | "Sorte Grande"                                 | Lourenço                                | do álbum Clube Carnavalesco Inocentes em Progresso (2003) | 3:48    |  |
| 3.  | "Bug, Bug, Bye, Bye"                           | Augusto Conceição / Chiclete / Rayala   | do álbum Beat Beleza (2000)                               | 4:07    |  |
| 4.  | "De Ladinho (feat. Banda Eva)"                 | Gustavo de Dalva / Léo Bit Bit / Boghan | do álbum Eva, Você e Eu (1998)                            | 3:45    |  |
| 5.  | "Canibal"                                      | Ivete Sangalo                           | do álbum Ivete Sangalo (1999)                             | 3:45    |  |
| 6.  | "Se Eu Não Te Amasse Tanto Assim"              | Herbert Vianna / Paulo Sérgio Valle     | do álbum Ivete Sangalo (1999)                             | 4:09    |  |
| 7.  | "Carro Velho (feat. Banda Eva)"                | Ivete Sangalo                           | do álbum Eva, Você e Eu (1998)                            | 3:06    |  |
| 8.  | "Somente Eu e Você"                            | Dudu Falcão                             | do álbum Clube Carnavalesco Inocentes em Progresso (2003) | 3:12    |  |
| 9.  | "Pererê"                                       | Augusto Conceição / Chiclete            | do álbum Beat Beleza (2000)                               | 3:20    |  |
| 10. | "Back at One (dueto com Brian McKnight"        | Brian McKnight / Mônica San Galo        | do álbum Festa (2001)                                     | 4:17    |  |
| 11. | "Penso"                                        | Fabinho O'Brian / Gigi                  | do álbum Festa (2001)                                     | 3:36    |  |
| 12. | "Beleza Rara (feat. Banda Eva)"                | Ed Grandao                              | do álbum Beleza Rara (1996)                               | 5:00    |  |
| 13. | "Por Causa de Você Menina (com Jorge Ben Jor)" | Jorge Ben Jor                           | do álbum Se Eu Não Te Amasse Tanto Assim (2002)           | 5:00    |  |
| 14. | "A Lua Q Eu T Dei"                             | Herbert Vianna                          | do álbum Beat Beleza (2000)                               | 3:31    |  |
| 15. | "Narizinho"                                    | Ivan Lins / Vitor Martins               | do álbum Festa (2001)                                     | 3:08    |  |
| 16. | "Coleção (feat. Banda Eva)"                    | Cassiano / Paulo Zdanowski              | do álbum Hora H (1995)                                    | 3:00    |  |
| 17. | "Tá Tudo Bem"                                  | Alexandre Peixe                         | do álbum Ivete Sangalo (1999)                             | 3:49    |  |
| 18. | "Vem, Meu Amor (ao vivo) (feat. Banda Eva)"    | Guio                                    | do álbum Banda Eva Ao Vivo (1997)                         | 3:31    |  |
| 19. | "Loucuras de uma Paixão (com Jorge Aragão)"    | Mauro Diniz                             | do álbum Se Eu Não Te Amasse Tanto Assim (2002)           | 4:21    |  |
| 20. | "Festa"                                        | Anderson Cunha                          | do álbum Festa (2001)                                     | 4:02    |  |

## Posição nas paradas
| Tabela musical (2005)               | Melhor posição |
| ----------------------------------- | -------------- |
| Portugal (Portuguese Albums Top 30) | 7              |